# Niall Mór Ua Néill
Niall Mór Ua Néill (mort en 1398)  fut  roi de Tír Eoghain de 1364 à 1397.

## Biographie
Niall Mór Ua Néill est l’aîné des fils survivants et successeur de Aodh Reamhar ou Aodh Mór (mort en 1364). Il défait les forces anglo-irlandaises lors de la bataille de Downpatrick en 1375 réduisant le territoire du comté d'Ulster à un domaine autour du chateau de Carrickfergus et reconstituant ainsi la puissance des Ó Neill à l'est de la rivière Bann.  
En 1395 il rend l'Hommage à Richard II d'Angleterre durant son expédition en Irlande malgré les revendications de Roger Mortimer comte d'Ulster sur ses domaines. Il patronne les poètes qui n'hésitent pas à proclamer qu'il revendique le titre de « roi de Tara ». En 1397, il résigne le trône et meurt l'année suivante après avoir « reçu l'extrême onction et fait pénitences » il est alors qualifié par les Annales d'Ulster de « haut-roi d'Ulster et prétendant à la royauté d'Irlande » et a comme successeur son fils et homonyme  la cour de Niall Mór Ua Néill est décrite dans les œuvres de Jean Froissart et dans les écrits d'un pèlerin catalan nommé Perellós.  
Niall Mór épouse Beanmidhe MacMahon dont:
- Niall Óg mac Néill
- Cu Uladh Ruadh (mort en 1400) mort de la peste, ancêtre du Clann Conuladh d'Armargh
- Énri Aimhréidg (mort en 1392) ancêtre du Sliocht Énri